# Chima Anyasi
Chima Anyasi (27 januari 2002) is een Nederlands voetballer van Nigeriaanse afkomst die als verdediger voor Sparta Nijkerk speelt.

## Carrière
Chima Anyasi speelde in de jeugd van sc Heerenveen, N.E.C. en SC Cambuur. Als speler van het onder-21-elftal van Cambuur maakte hij in het seizoen 2023/24 een aantal keer deel uit van de selectie van het eerste elftal. Hij debuteerde in het betaald voetbal op 15 oktober 2023, in de met 2-3 verloren thuiswedstrijd tegen NAC Breda. Hij kwam in de 82e minuut in het veld voor Léon Bergsma. Ook maakte hij zijn opwachting als invaller in de uitwedstrijd tegen Willem II (1-1) en de uitwedstrijd tegen Roda JC Kerkrade (2-0). Na het einde van het seizoen 2023/24 was hij te oud voor het onder-21-elftal van Cambuur en moest hij vertrekken. In de zomerstop was hij samen met Michael Mulder, Elijah Velland, Jord Ruijgrok en ploeggenoot Tom van der Werff op proef bij TOP Oss, maar dit leverde geen contract op. Hierna vertrok Anyasi naar VV Sparta Nijkerk, waar hij in november 2024 zijn contract tot medio 2024 verlengde.

### Statistieken
| Seizoen                       | Club              | Land           | Competitie      | Competitie | Competitie | Beker | Beker | Totaal | Totaal |
| Seizoen                       | Club              | Land           | Competitie      | Wed.       | Dlp.       | Wed.  | Dlp.  | Wed.   | Dlp.   |
| ----------------------------- | ----------------- | -------------- | --------------- | ---------- | ---------- | ----- | ----- | ------ | ------ |
| 2023/24                       | SC Cambuur        | Nederland      | Eerste divisie  | 3          | 0          | 0     | 0     | 3      | 0      |
| 2024/25                       | VV Sparta Nijkerk | Nederland      | Derde divisie A | 13         | 1          | 2     | 0     | 15     | 1      |
| Carrièretotaal                | Carrièretotaal    | Carrièretotaal | Carrièretotaal  | 16         | 1          | 2     | 0     | 18     | 1      |
| Bijgewerkt op 16 januari 2025 |                   |                |                 |            |            |       |       |        |        |